# Erdélyi Tudományos Intézet
Az Erdélyi Tudományos Intézet, rövidítve ETI 1940 őszén alakult Kolozsvárt a humán tudományok, elsősorban a történelem és népélet tanulmányozására, a Teleki Pál Tudományos Intézet tagintézeteként. Tudományos erőit államilag fizetett, ún. intézeti tanárok és az egyetemről meghívott külső tanárok alkották. 1945-ben Erdélyi Magyar Tudományos Intézet, 1946-ban újra Erdélyi Tudományos Intézet, majd utolsó átszervezése után a Kolozsvári Bolyai Tudományegyetem-Erdélyi Tudományos Intézet nevet viselte. 
1948-ban a Teleki Pál intézet megszüntetésével szűnt meg.
Kiadványai tudományosságunk jelentős emlékei. Az Erdélyi Tudományos Intézet Évkönyvei Tamás Lajos (1940-41, 1942, 1943 I.), utána Szabó T. Attila (1943 II. és 1944) szerkesztésében jelentek meg 1942 és 1945 között; ezek az intézet belső és külső munkatársainak történelmi, irodalom- és műtörténeti, néprajzi, nyelvészeti tárgyú tanulmányait közlik; egy részük különlenyomatban is hozzáférhető.

## Vezetői
Első igazgatója Tamás Lajos, 1944-45-ben Szabó T. Attila, majd Venczel József, 1945-től 47-ig György Lajos, titkára Juhász István, végül elnöke Csőgör Lajos, igazgatója Gaál Gábor. 

## Tevékenysége
Az Erdélyi Tudományos Intézet szervezte meg a Borsa-völgy falvainak néptudományi kutatásait, s közreadta ezek eredményeit. Vállalta a Magyar Népnyelv két évfolyamának (1941-42) megjelentetését is. A kiadásában megjelent mintegy 30 önálló nagyobb munka közül általános jelentőségűek: Roska Márton: Erdély régészeti repertóriuma I. (1942); Bónis György: Erdélyi perjogi emlékek (1942); Szabó T. Attila: Kalotaszeg helynevei I. (1942); Szabó Dénes: Apor-kódex (hasonmás kiadás, (1942); Székely Zoltán: A komollói erődített római tábor (1943); Varjas Béla: XVI. századi magyar orvosi könyv (1943); Balogh Jolán: Az erdélyi renaissance I. (1943); Veress Endre: Báthory István erdélyi fejedelem és lengyel király levelezése I-II. (1944); Paulovics István: Dacia keleti határvonala és az úgynevezett "dák" ezüstkincsek kérdése (1944); Jancsó Elemér: Döbrentei Gábor élete és munkássága (1944); Huszár Lajos: Bethlen Gábor pénzei (1945); Kristóf György: A két Bolyai alakja szépirodalmunkban (1947). A fokozódó hon- és népismereti, néprajzi érdeklődés jeleként jelent meg az Erdélyi Tudományos Intézet kiadásában 1943-ban Hankó Béla kötete a székely lovakról, Árvay Józsefé a barcasági Hétfalu helyneveiről, Járdányi Pál A kidei magyarság világi zenéje, Hantos Gyula Kétvízközti majorok című munkája, Vajkai Aurél kötete a Borsa-völgyi népi orvoslásokról, s 1944-es keltezésű Sándor Gábor A hóstátiak szénavontatása, Kovács László A kolozsvári hóstátiak temetkezése, Faragó Ferenc Kide egészségügyi helyzete című műve. 1945-ös keltezésű Márton Gyula A kolozsmegyei Borsavölgy állatnevei című munkája. A Szabó T. Attila szerkesztésében 1947-ben megjelent Emlékkönyv Kelemen Lajos hetvenedik születésnapjára magyar, német és román nyelvű tanulmányokat tartalmaz.

## További irodalom
- Mikecs László: Új erdélyi tudomány. Jegyzetek az Erdélyi Tudományos Intézet működéséhez. ETF 190. Kolozsvár, 1944
- Balogh Edgár: A mai erdélyi magyar tudományos érdeklődés. Magyar Út, Bp. 1944/24.
- Balogh Edgár: Az új magyar népiségtörténet kolozsvári kísérletei. Magyar Út, Bp. 1944/25.
- Balogh Edgár: Erdélyi szellem az erdélyi tudományban. Magyar Út, Bp. 1944/28.